# Shri Mahesh Ghatradyal
Écoles liées
Fédération Française de Hatha Yoga, École de formation au Yoga traditionnel en Belgique (Ligue francophone de Hatha Yoga)
Shri Mahesh Ghatradyal, né le 11 juillet 1924 en Inde du Sud et décédé le 21 août 2007 en France, fut le premier maître de Hatha yoga en France.

## Biographie
Orphelin très jeune, il est élevé dans le monastère de Dharwar Mandyr, dans le Karnataka. Il y pratique le yoga dès l'âge de cinq ans et suit les enseignements du maître Swami Mruttunjaya, d'inspiration virashivaïte. Il se lance d'abord dans une carrière sportive ; champion de course à pied en Inde, il est envoyé en Europe en 1942 avec une bourse pour suivre l'enseignement de l'École Supérieure d'Éducation Physique de Joinville. Par la médiation de Swami Siddheswarananda, fondateur de la mission Ramakrishna en France, il est ensuite accueilli dans la famille de Françoise Dolto. Il vient faire aux élèves de l'École Française d'Orthopédie et de Massage, dont Boris Dolto était le directeur, des exposés et des démonstrations de Hatha yoga.
En 1959, il crée le CRCFI (Centre de Relations Culturelles Franco-Indien) et contribue ensuite à structurer l'enseignement du  yoga en France : en 1969 avec la création de la FFHY (Fédération française de Hatha Yoga) et en 1981 avec celle de l'EIDYT (École Internationale Du Yoga Traditionnel), qui est consacrée à la formation pratique et théorique de professeurs de yoga. En Belgique, il initie la création en 1971 de la Ligue francophone de Hatha Yoga et fonde en 1979 son École de formation au Yoga traditionnel. On lui doit la création en 1974 de la revue « Yoga et Vie » destinée à mieux faire connaître la culture indienne et le yoga en France et celle en 1994 de l’association humanitaire « France-Inde-Karnataka ». Cette association a édifié en Inde à Halligudi (Karnataka) un hôpital franco-indien pour les personnes défavorisées, et travaille aussi à l'amélioration des rendements agricoles, à la relance des activités traditionnelles ou encore au transport gratuit des malades. Shri Mahesh Ghatradyal a également écrit plusieurs livres sur la philosophie du yoga et la culture indienne (Yoga et Symbolisme, Naître en Yoga, Le Souffe Parole de Vie, L'inde Notre Héritage…).
Le 25 mai 2005, il est fait Chevalier de la Légion d'Honneur pour son parcours personnel exemplaire et sa vie largement consacrée au service des autres, après avoir été déjà élevé Chevalier de l'Ordre National du Mérite. Il s'est éteint le 21 août 2007 et est honoré en la salle de la coupole du crématorium du cimetière du Père Lachaise à Paris en France.
Sa famille adoptive (sa sœur Catherine, ses frères Grégoire et Carlos, enfants de Françoise et Boris Dolto), ses amis et ses nombreuses relations témoignent du souvenir d'un homme généreux dont la vie a été guidée par le désir de rapprocher les cultures et les hommes, et de promouvoir les valeurs de dignité de l’homme, de respect de l’autre, de tolérance et d’amour du prochain : « L’amour est ma loi, la vérité est mon combat. » (Shri Mahesh).

## Source
- Silvia Ceccomori, Cent ans de yoga en France, Paris, Edidit, 2001, 405 p. (ISBN 2-9127-7001-7).
- Shri Mahesh, Yoga et symbolisme, CRCFI, 2006,   (ISBN 2-9028-7000-0).